# Antoni Nurzyński
Antoni Nurzyński (ur. 7 lutego 1935 w Skierniewicach, zm. 19 lutego 1974 w Warszawie) – polski operator filmowy.

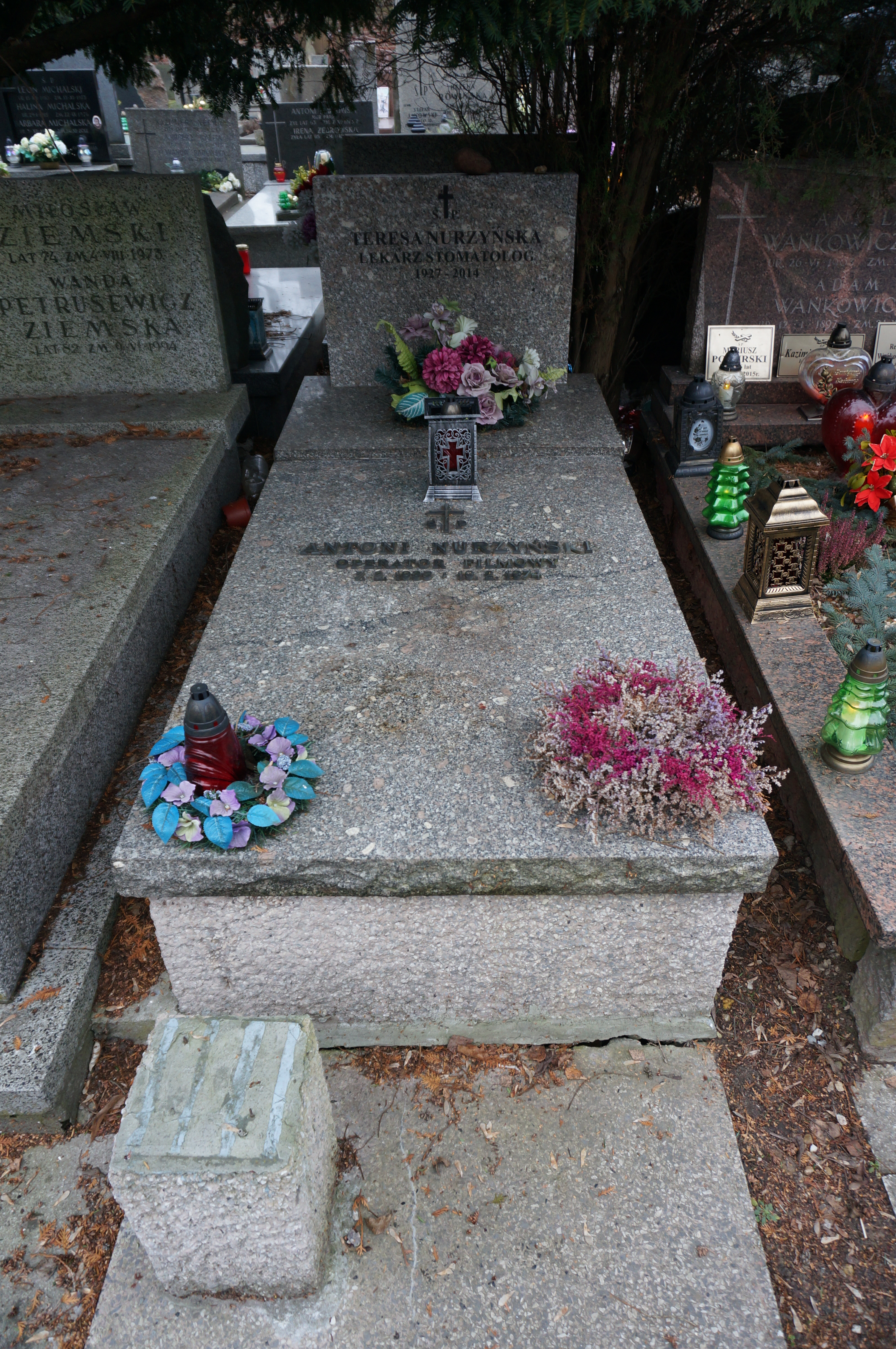
Grób Antoniego Nurzyńskiego na Cmentarzu Powązkowskim

## Wczesne lata
Urodził się w Skierniewicach jako syn Celiny Nurzyńskiej (1901-1986) i Klemensa Nurzyńskiego (1903-1977), lekarza i kierownika przychodni kolejowej w Skierniewicach. Był absolwentem Liceum Ogólnokształcącego im. Bolesława Prusa w Skierniewicach. W 1957 ukończył studia na Wydziale Operatorskim PWSFTviT w Łodzi.

## Kariera
Początkowo zrealizował kilka filmów krótkometrażowych, a także uczestniczył w realizacji filmów dokumentalnych i animowanych. W 1958 wykonał zdjęcia do eksperymentalnego krótkometrażowego filmu Dom w reżyserii Waleriana Borowczyka i Jana Lenicy. Film otrzymał Grand Prix w Międzynarodowym Konkursie Filmów Eksperymentalnych w Brukseli w ramach EXPO-58.
W pierwszych latach pracy w długim metrażu pracował jako operator kamery przy takich filmach jak: Lotna (1959), Matka Joanna od Aniołów (1960) i Zaduszki (1961). Od 1962 jako samodzielny operator filmów fabularnych, nakręcił takie filmy jak: Giuseppe w Warszawie (1964), Niekochana (1965), Walkower (1965), Zbrodniarz, który ukradł zbrodnię (1969) czy Przeprowadzka (1972).
Pracował jako wykładowca w łódzkiej PWSFTviT.
Zmarł 19 lutego 1974 w Warszawie w wieku 39 lat. Został pochowany na Cmentarzu Powązkowskim (kwatera e-3-11).
Został patronem Małego Festiwalu Filmów Fabularnych „Tosiek”, który odbywa się od 2011 w kinoteatrze „Polonez” w Skierniewicach.

## Filmografia
- 1973 – Przyjęcie na dziesięć osób plus trzy (zdjęcia)
- 1972 – Przeprowadzka (zdjęcia)
- 1971 – Trąd (zdjęcia)
- 1971 – Niebieskie jak morze czarne (zdjęcia)
- 1971 – Na przełaj (zdjęcia)
- 1971 – Kłopotliwy gość (zdjęcia)
- 1970 – Prom (zdjęcia)
- 1970 – Kto wierzy w bociany? (zdjęcia)
- 1970 – Kaszebe (zdjęcia)
- 1969 – Znaki na drodze (zdjęcia)
- 1969 – Zbrodniarz, który ukradł zbrodnię (zdjęcia)
- 1969 – Tamań (zdjęcia)
- 1969 – Co jest w człowieku w środku (zdjęcia)
- 1968 – Weekend z dziewczyną (zdjęcia)
- 1967 – Marsjanie (zdjęcia)
- 1967 – Długa noc (zdjęcia)
- 1966 – Niewiarygodne przygody Marka Piegusa (zdjęcia)
- 1966 – Ktokolwiek wie... (zdjęcia)
- 1965 – Walkower (zdjęcia)
- 1965 – Niekochana (zdjęcia)
- 1964 – Giuseppe w Warszawie (zdjęcia)
- 1963 – Skąpani w ogniu (zdjęcia)
- 1963 – Pamiętnik pani Hanki (zdjęcia)
- 1963 – Zerwany most (zdjęcia)
- 1962 – Walter P-38 (zdjęcia)
- 1962 – Mój stary (operator, zdjęcia)
- 1961 – Zaduszki (operator, zdjęcia)
- 1961 – Czas przeszły (operator)
- 1960 – Nikt nie woła (operator)
- 1960 – Matka Joanna od Aniołów (operator)
- 1959 – Lotna (współpraca operatorska)

## Nagrody
- 1963: Nagroda Ministra Obrony Narodowej I stopnia za realizację filmu Skąpani w ogniu